# Beat Ludwig Walthard

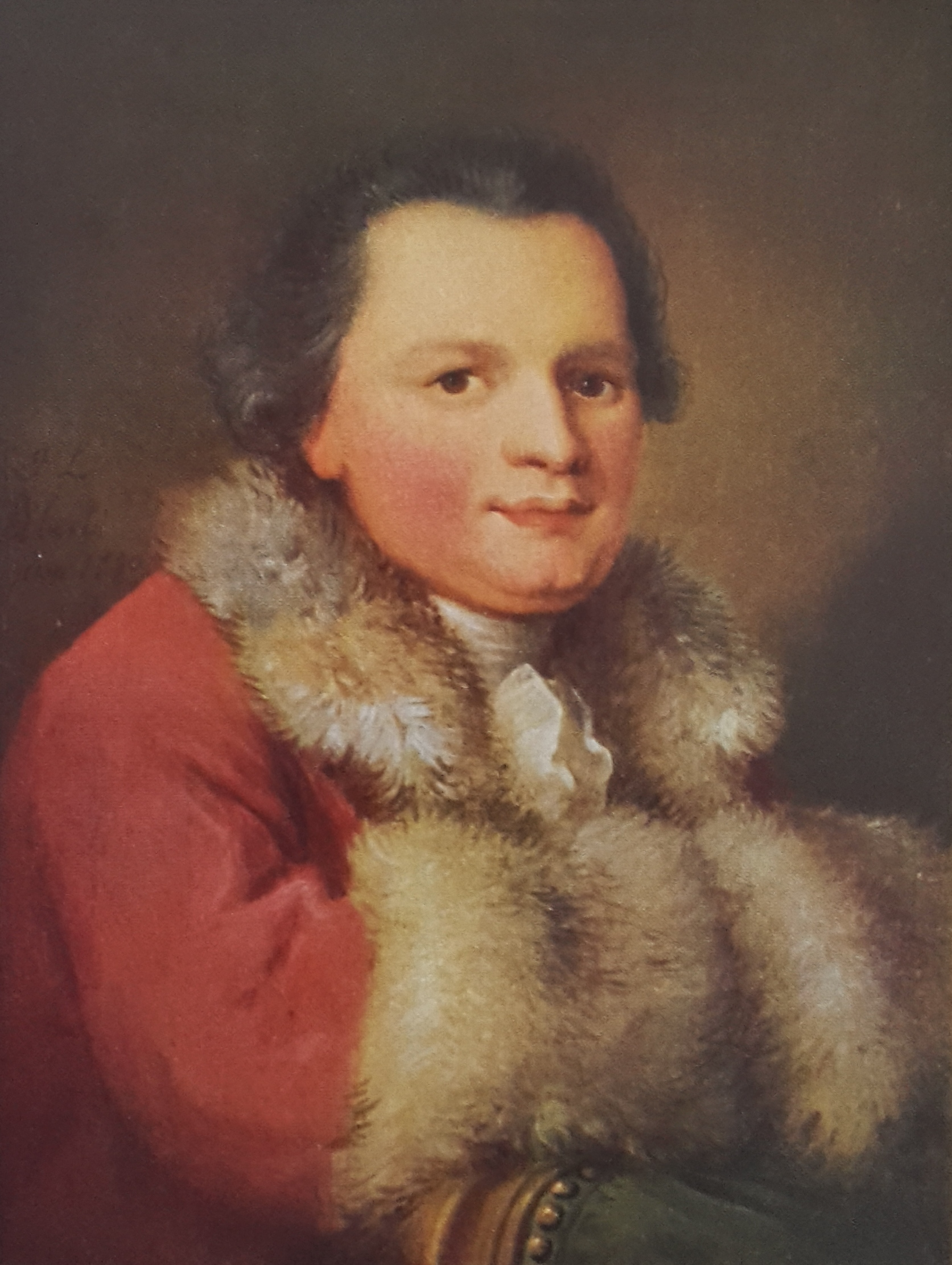
Beat Ludwig Walthard, Porträt von Johann Ludwig Aberli (1780)

Beat Ludwig Walthard (* 26. September 1743 in Lichtensteig; † 25. August 1802 in Bern) war ein Schweizer Verleger.
Walthard kam als Sohn des Pfarrers Ludwig Walthard und der Maria Magdalena Kohler in Lichtensteig zur Welt. Er begann in Bern ein Studium in Theologie. 1765 heiratete Walthard in erster Ehe Juliana Margaritha Wetzel, von der er sich scheiden liess. Seine Verlegertätigkeit begann 1763 mit Werken von Friedrich Rudolph Ludwig von Canitz, Ewald Christian von Kleist, Gottlieb Wilhelm Rabener und Christian Ludwig von Hagedorn. In den Jahren 1772 bis 1788 gab er die Buchreihe Bibliothek für den guten Geschmack mit Texten von Sophie von La Roche, Christoph Martin Wieland, Christian Fürchtegott Gellert, Johann Wolfgang Goethe sowie August Gottlieb Meißner heraus.
Seine Publikationen waren reich illustriert mit Werken von Samuel Hieronymus Grimm, Balthasar Anton Dunker, Marquard Wocher oder Sigmund Freudenberger. Nach dem französischen Einmarsch in Bern im März 1798 veröffentlichte er das Berner Tagebuch, eine satirische Zeitung gegen die Besatzer und die helvetischen Behörden. Die Zeitung wurde im November desselben Jahres verboten. Im März 1799 führte Walthard das Organ als Walthards Zeitung weiter.
Der Gynäkologe Max Walthard war sein Urenkel.